# Henryk Adamus
Henryk Adamus, född 19 februari 1880 i Warszawa, död 13 oktober 1950, var en polsk kompositör och violoncellist.
Adamus var ledare först för Kalisz musiksällskap och senare för Warszawas operakör. Han har komponerat två operor (Sumienie 1918 och den komiska operan Rej w Babinie 1922), två symfoniska dikter, en festouvertyr och mindre instrumentalverk.